# Coremia plumipes
Coremia plumipes är en skalbaggsart som först beskrevs av Peter Simon Pallas 1772. Coremia plumipes ingår i släktet Coremia och familjen långhorningar.
Artens utbredningsområde är:
- Costa Rica.
- Nicaragua.
- Panama.
- Surinam.
- Venezuela.

Inga underarter finns listade i Catalogue of Life.